# Luis Pierri
Luis Eduardo Pierri Barros (Montevideo, 10 marzo 1963) è un allenatore di pallacanestro ed ex cestista uruguaiano.

## Carriera
Con l'Uruguay ha disputato i Giochi olimpici di Los Angeles 1984, due edizioni dei Campionati mondiali (1982, 1986) e cinque dei Campionati americani (1984, 1988, 1992, 1993, 1995).